# Fiskerlivets farer
Fiskerlivets farer byl norský němý film z roku 1907. Režisérem byl Julius Jaenzon (1885–1961). Film trval zhruba 7 až 8 minut.
Film je považován za ztracený. Rekonstruovaná verze byla natočena v roce 1954. Jedná se o první film vyrobený v Norsku.

## Děj
Film vypráví příběh o tom, jak nebezpečný je život rybáře.